# Municipio de New London (Minnesota)
El municipio de New London (en inglés: New London Township) es un municipio ubicado en el condado de Kandiyohi en el estado estadounidense de Minnesota. En el año 2010 tenía una población de 2943 habitantes y una densidad poblacional de 32,87 personas por km².

## Geografía
El municipio de New London se encuentra ubicado en las coordenadas 45°16′50″N 94°57′0″O / 45.28056, -94.95000. Según la Oficina del Censo de los Estados Unidos, el municipio tiene una superficie total de 89.53 km², de la cual 64.51 km² corresponden a tierra firme y (27.95%) 25.02 km² es agua.

## Demografía
Según el censo de 2010, había 2943 personas residiendo en el municipio de New London. La densidad de población era de 32,87 hab./km². De los 2943 habitantes, el municipio de New London estaba compuesto por el 98.81% blancos, el 0.17% eran afroamericanos, el 0.2% eran amerindios, el 0.24% eran asiáticos, el 0.03% eran isleños del Pacífico, el 0.1% eran de otras razas y el 0.44% pertenecían a dos o más razas. Del total de la población el 1.36% eran hispanos o latinos de cualquier raza.